# Janusz Radziwiłł (1579–1620)
Janusz Radziwiłł herbu Trąby (ur. 22 lipca 1579 w Wilnie, zm. 6/7 listopada 1620 w Czarlinie) – książę Świętego Cesarstwa Rzymskiego Narodu Niemieckiego, kasztelan wileński od 1619, podczaszy wielki litewski od 1599, starosta borysowski, pan na Dubinkach, Lichtenbergu, Słucku i Kopylu.
Uczestnik rokoszu Zebrzydowskiego, protektor protestantyzmu na Litwie, wnuk Mikołaja Rudego Radziwiłła, syn Krzysztofa Mikołaja Pioruna i Katarzyny Ostrogskiej, brat przyrodni Krzysztofa Radziwiłła.

## Życiorys
Pochodził z kalwińskiej linii Radziwiłłów na Birżach i Dubinkach. W młodości towarzyszył ojcu w wyprawie inflanckiej. W 1603 roku po śmierci Krzysztofa Mikołaja Pioruna stanął wraz z bratem Krzysztofem na czele obozu politycznego Radziwiłłów. Dzięki zawartemu 1 października 1600 roku w Brześciu małżeństwu z Zofią Olelkowiczówną, księżną na Słucku i Kopylu stał się najbogatszym magnatem na Litwie.
Poseł na sejm 1603 roku, sejm 1605 roku, sejm 1616 roku,  poseł powiatu lidzkiego na sejm 1606, poseł powiatu nowogródzkiego na sejm 1611 roku, poseł powiatu kowieńskiego na sejm 1615 roku, poseł powiatu wiłkomierskiego na sejm 1618 roku, poseł powiatu oszmiańskiego na sejm zwyczajny 1613 roku. 
W 1606 roku urażony na Zygmunta III Wazę, był jednym z przywódców rokoszu Zebrzydowskiego w Koronie. 15 czerwca 1606 roku uczestniczył w zjeździe pod Lublinem. W Lublinie obrany został marszałkiem koła rycerskiego. 7 października 1606 roku podpisał ugodę pod Janowcem. 24 czerwca 1607 roku podpisał pod Jeziorną akt detronizacji Zygmunta III Wazy. W bitwie pod Guzowem pierwszy natarł na szyki królewskie. W latach 1607–1608 prowadził w Wielkim Księstwie Litewskim prywatną wojnę ze stronnikiem króla, Janem Karolem Chodkiewiczem.
Po ugodzie z królem przez resztę życia przeważnie stronił od spraw publicznych w Rzeczypospolitej, pozostając jednak w opozycji do dworu. Wyjechał do Francji i do Szwajcarii, skąd wrócił w 1610 roku. Po stracie pierwszej żony Zofii w 1612 roku ponownie ożenił się 7 lipca 1613 roku w Berlinie z córką elektora brandenburskiego, Elżbietą Zofią Hohenzollern. Przebywał w Gdańsku, gdzie zajmował się sprawami majątkowymi. Spiskował z księciem Siedmiogrodu, Gaborem Bethlenem, którego zamierzał osadzić na tronie polskim. W 1616 roku w proteście wobec polityki Wazów na wschodzie i rozpoczęciu przez króla kolejnej wojny z Rosją udał się na dobrowolną emigrację i przebywał w Niemczech, gdzie związał się z obozem książąt protestanckich, licząc na nieunikniony wybuch wojny z cesarzem. W 1618 roku nabył Państwo Lichtenberg we Frankonii stając się pełnoprawnym władcą terytorialnym w Rzeszy.
W 1618 roku w związku z nadaniem mu kasztelanii wileńskiej powrócił do Rzeczypospolitej i zamieszkał w Wilnie. Nie zdecydował się jednak na stały pobyt na Litwie i przeprowadził się powtórnie do Gdańska.
Zmarł prawdopodobnie na dżumę w listopadzie 1620 roku w domu swojego sługi Czarlińskiego w Czarlinie wkrótce po chrzcie najmłodszego syna, Bogusława. Po pogrzebie, który miał miejsce w Wilnie, pochowany został w kościele kalwińskim w Dubinkach.

## Życie prywatne
Dwukrotnie żonaty. Jego małżeństwo z księżną Zofią Słucką było bezdzietne. Z druga żoną córką elektora brandenburskiego Jana Jerzego Hohenzollerna, Elżbietą Zofią Hohenzollern miał czworo dzieci:
- Elżbietę Eleonorę (ur. 1615, zm. 1633)
- Jana Jerzego (ur. i zm. 1616)
- Zofię Agnieszkę (ur. 1618, zm. 1637)
- Bogusława (ur. 1620, zm. 1669)

## Ciekawostka
Został przedstawiony na obrazie kazanie Skargi Jana Matejki.